# David Benedek
David Benedek (* 3. Juni 1980 in München, Deutschland) ist ein ehemaliger professioneller Snowboard Fahrer.
Er war Mitbegründer der US-amerikanischen Produktionsfirma Robot Food, seine Arbeit als Kreativer wurde von einer Vielzahl internationaler Organisationen ausgezeichnet, unter anderem vom Art Directors Club of Europe, dem Red dot design award und dem IF Design Award. Das Magazin Neon zählte ihn 2006 zu den 100 wichtigsten jungen Deutschen.

## Snowboard-Filme
- 2002 Afterbang
- 2003 Lame
- 2004 Afterlame
- 2005 91 Words for Snow
- 2006 Red Bull Gap Session 2006
- 2007 In Short

## Sportliche Erfolge
- Best Trick Award, Red Bull Gap Session, 2006 & 2008
- Transworld Readers Poll 2006 Standout of the Year[1]
- Snowboarder Magazine Rider of the Year 2004
- Snowboarder Magazine Best Video Part of the Year 2004
- Snowboarder Magazine Rider of the Year 2003
- Snowboarder Magazine Best Video Part of the Year 2003
- Burton European Open Winner 2003
- 1st, Nokia Air & Style 2002